# Алферово (Ростиловское муниципальное образование)
Алферово — упразднённая деревня в Грязовецком районе Вологодской области.
Входила в состав Ростиловского муниципального образования, с точки зрения административно-территориального деления — в Ростиловский сельсовет.

## География
Расстояние по автодороге до районного центра Грязовца — 24,5 км, до центра муниципального образования Ростилово — 17,5 км. Ближайшие населённые пункты — Боброво, Тимонино, Лукино.

## История
Деревня упразднена 2 октября 2023 года в связи с прекращением существования.

## Население
| 2010 |
| ---- |
| 0    |